# Paolo Banchero
Paolo Napoleon James Banchero (kiejtés: /ˈpaʊloʊ bænˈkɛəroʊ/ POW-loh ban-KAIR-oh, Seattle, 2002. november 12. –) amerikai-olasz kosárlabdázó, jelenleg az Orlando Magic játékosa. Egyetemen a Duke Blue Devils csapatában kosárlabdázott. A 2021-es középiskolai osztály egyik legjobb játékosának tartják, a 2022-es NBA-draft egyik legmagasabban értékelt játékosa volt, az első helyen választotta az Orlando Magic. 2022-ben megválasztották az ACC, majd 2023-ban az NBA év újoncának. Második szezonjában már helyet is kapott az All Star-gálán.

## Fiatalkora
Banchero 15 hónapos korára már 91 cm magas volt. Gyerekkorában amerikai futballozott és kosárlabdázott, illetve egy ideig az atlétikával is megpróbálkozott. A Rotary Boys and Girls Club tagjaként kezdett el kosárlabdázni, anyja inspirálta, aki profi szinten űzte a sportot. Hetedik osztályos korában már 196 cm volt. Nyolcadikosként pedig az ország ötven legjobb játékosa közé tartozott, mind kosárlabdában és amerikai futballban is.

## Középiskolai pályafutása
Első évében az O’Dea Középiskola tanulójaként Banchero kosárlabdázott és amerikai futballozott, az állami bajnoki címet megnyerő csapat csere quarterbackje volt. Kilencedik osztályban a kosárlabdacsapatban 14,1 pontot és 10,2 lepattanót átlagolt. A következő szezonban ezt 18,2 pontra emelte, 10,3 lepattanó és 4,3 gólpassz mellett, amellyel az O’Dea megnyerte az állam 3A bajnoki címét. A tornán a legértékesebb játékosnak nevezték. Tizenegyedikben 22,6 pontja, 11 lepattanója, 3,7 gólpassza és 1,6 blokkja volt meccsenként, csapata második lett a bajnokságban. Ennek köszönhetően megválasztották a Washington Gatorade Év játékosának és a MaxPreps év tizenegyedikese díját is megkapta. Beválasztották a McDonald’s All-American és a Jordan Brand Classic csapatokba.

### Utánpótlás értékelések
A 2021-es középiskolai osztály egyik legjobbjának tekintették. Ugyan több első divíziós NCAA-egyetemtől is kapott ajánlatot, mint a Duke és a Kentucky, a legtöbb szakértő azt tippelte, hogy a Washington mellett fog dönteni. Ennek ellenére 2020. augusztus 20-án elfogadta a Duke ajánlatát, hogy az egyetem csapatában játssza következő éveit.
| Név                                                        | Szülőváros                                                        | Középiskola | Magasság       | Súly            | Döntés dátuma       |
| ---------------------------------------------------------- | ----------------------------------------------------------------- | ----------- | -------------- | --------------- | ------------------- |
| Paolo BancheroPF                                           | Seattle, WA                                                       | O’Dea (WA)  | 6' 9" (206 cm) | 235 lb (107 kg) | 2020. augusztus 20. |
| Paolo BancheroPF                                           | Értékelés: Scout: N/A Rivals: 247Sports: ESPN: ESPN-értékelés: 97 |             |                |                 |                     |
| Általános országos rang: Rivals: 2. 247Sports: 2. ESPN: 3. |                                                                   |             |                |                 |                     |

## Egyetemi pályafutása
Debütáló mérkőzésén a Kentucky ellen Banchero 22 pontot szerzett. November 15-én megszerezte első az Atlanti-parti főcsoport hét elsőévese díját. 2021. november 23-án 28 pontja és 8 lepattanója volt a Citadel elleni 107–81 arányú győzelem során. Beválasztották az All-ACC első csapatba és a főcsoportjában az év újoncának is nevezték. 2022. március 15-én pedig megnevezték az All-American Harmadik csapat egyik tagjaként. A 2022-es NCAA-tornán jól teljesített, a Texas Tech ellen 22 pontja volt. Elsőévesként 17,2 pontot, 7,8 lepattanót és 3,2 gólpasszt átlagolt. 2022. április 20-án bejelentette, hogy részt vesz a 2022-es NBA-drafton.

## Válogatott pályafutása
Banchero játszhat az amerikai, illetve az olasz válogatottban is, származása miatt és a játékos kijelentette, hogy Olaszországot akarja képviselni nemzetközi tornákon. 2020-ban beválasztották a 2022-es Európa-bajnokság selejtezőjén játszó csapat keretébe, de nem mutatkozott be.
2023-ban úgy döntött, hogy az amerikai válogatottat fogja erősíteni. Gianni Petrucci, az olasz szövetség elnöke a helyzetet egy „vicc”-nek nevezte és azt mondta, hogy a játékos „cserbenhagyta” őket.

## Statisztika

### Egyetem
| Év        | Csapat           | JM | KM | JP/M | MG%  | 3P%  | BD%  | LP/M | GP/M | L/M | B/M | P/M  |
| --------- | ---------------- | -- | -- | ---- | ---- | ---- | ---- | ---- | ---- | --- | --- | ---- |
| 2021–2022 | Duke Blue Devils | 39 | 39 | 33,0 | .478 | .338 | .729 | 7,8  | 3,2  | 1,1 | 0,9 | 17,2 |

### NBA

#### Alapszakasz
| Év        | Csapat        | JM  | KM  | JP/M  | MG%  | 3P%  | BD%  | LP/M | GP/M | L/M | B/M | P/M  |
| --------- | ------------- | --- | --- | ----- | ---- | ---- | ---- | ---- | ---- | --- | --- | ---- |
| 2022–2023 | Orlando Magic | 72  | 72  | 33,8  | .427 | .298 | .738 | 6,9  | 3,7  | 0,8 | 0,5 | 20,0 |
| 2023–2024 | Orlando Magic | 80  | 80  | 35,0  | .455 | .339 | .725 | 6,9  | 5,4  | 0,9 | 0,6 | 22,6 |
| 2024–2025 | Orlando Magic | 46  | 46  | 34,34 | .452 | .320 | .727 | 7,5  | 4,8  | 0,8 | 0,6 | 25,9 |
| Karrier   | Karrier       | 198 | 198 | 34,4  | .445 | .320 | .730 | 7,1  | 4,6  | 0,8 | 0,6 | 22,4 |
| All-Star  | All-Star      | 1   | 0   | 18,9  | .333 | .000 | —    | 9,0  | 5,0  | 0,0 | 0,0 | 6,0  |

#### Play-in
| Év      | Csapat        | JM | KM | JP/M | MG%  | 3P%  | BD%  | LP/M | GP/M | L/M | B/M | P/M  |
| ------- | ------------- | -- | -- | ---- | ---- | ---- | ---- | ---- | ---- | --- | --- | ---- |
| 2025    | Orlando Magic | 1  | 1  | 33,2 | .308 | .000 | .818 | 9,0  | 7,0  | 1,0 | 1,0 | 17,0 |
| Karrier | Karrier       | 1  | 1  | 33,2 | .308 | .000 | .818 | 9,0  | 7,0  | 1,0 | 1,0 | 17,0 |

#### Rájátszás
| Év      | Csapat        | JM | KM | JP/M | MG%  | 3P%  | BD%  | LP/M | GP/M | L/M | B/M | P/M  |
| ------- | ------------- | -- | -- | ---- | ---- | ---- | ---- | ---- | ---- | --- | --- | ---- |
| 2024    | Orlando Magic | 7  | 7  | 37,5 | .456 | .400 | .755 | 8,6  | 4,0  | 1,1 | 0,6 | 27,0 |
| 2025    | Orlando Magic | 5  | 5  | 39,4 | .435 | .444 | .659 | 8,4  | 4,2  | 0,6 | 0,8 | 29,4 |
| Karrier | Karrier       | 12 | 12 | 38,3 | .447 | .418 | .711 | 8,5  | 4,1  | 0,9 | 0,7 | 28,0 |

## Magánélet
Banchero anyja, Rhonda a Washingtoni Egyetem játékosa volt egyetemen, a program történetének legtöbb pontot szerző játékosaként hagyta el alma materjét. A 2000-es WNBA-draft harmadik körében választották, amelyet követően külföldön és az American Basketball League-ben játszott, mielőtt a Seattle-i Holy Names Academy edzője lett volna. Banchero apja, Mario és annak testvére amerikai futballt játszottak ugyanezen az egyetemen. Szülei itt találkoztak.
Anyai ágon afrikai amerikai származású, míg apja oldalán olasz felmenői vannak. 2020 februárjában kapta meg olasz állampolgárságát.
2021. november 14-én Banchero felbujtóként vád alá került, mert arra bíztatta akkori csapattársát Michael Savarinót, Mike Krzyzewski unokáját, hogy vezessen, annak ellenére, hogy nem volt teljesen józan. Meghallgatására még nem került sor.